# Federico Fritzenwalden
Federico Fritzenwalden è un personaggio immaginario della telenovela argentina Flor - Speciale come te.

## Biografia

### Prima stagione
Federico è il primogenito dei defunti Erik e Maria Fritzenwalden, ed è il fratello di Franco, Nicolás, Maia, Martín e Tomás, nonché fiduciario della fortuna della sua famiglia, in quanto fratello maggiore.
La morte dei suoi genitori ha costretto Federico ad occuparsi dei fratelli minori a soli 17 anni, e a gestire l'azienda dei genitori. All'inizio della storia ha 24 anni, Federico ritorna in Argentina dai fratelli insieme alla sua fidanzata Delfina, interessata unicamente ai suoi soldi. Federico assume una ragazza, Florencia come bambinaia dei fratelli più piccoli. Ben presto se ne innamora, ma la loro storia d'amore non decolla facilmente soprattutto a causa dei pretendenti della ragazza (Facundo e Franco) e soprattutto degli inganni di Delfina che, pur di sposare Federico, finge una gravidanza, (la bugia viene portata avanti grazie all'aiuto del medico Claudio Bonilla, amico di Federico) in seguito di aver subìto un aborto spontaneo per una caduta dalle scale perché ha visto Federico e Flor che si baciavano, poi una depressione per la perdita del bambino e un tentato suicidio. Infine una malattia che la porterà alla morte. Federico, su obbligo di Flor decide di prendersi cura di Delfina, con la quale celebra il rito civile.
Prima di celebrare il matrimonio in chiesa, Federico scopre gli inganni di Delfina seguendo Bonilla. Finisce, dunque, nella casa di Lorenzo, marito e complice di Delfina, ed entra in possesso di tutte le prove contro la donna. Deluso e arrabbiato, Federico decide ugualmente di recarsi al matrimonio in chiesa dove, con grande sorpresa dei presenti, lascia Delfina sull'altare e la umilia davanti a tutti gli invitati, prende con sé Flor e le dichiara il suo amore. Federico e Flor decidono di partire per un viaggio insieme.
Mentre i due sono separati, Federico decide di punire anche Lorenzo. Prima di giungere dall'uomo, però, Federico salva la vita al Conte di Krikoragán Massimo Augusto Calderón de la Hoya che stava per essere investito intenzionalmente dal marito della sua amante. Nel compiere questa azione eroica, tuttavia, Federico viene investito al posto del Conte e muore.
Sconvolto della sua morte e dal fatto di non poter annullare il matrimonio con Delfina, ora erede della sua fortuna nonché tutrice dei suoi fratelli, Federico chiede a Dio in persona di ritornare dal paradiso sulla Terra per aggiustare le cose. Dio concede a Federico solo due ore di tempo e lo fa entrare nel corpo di Massimo. Il Conte, cosciente della presenza di Federico nel suo corpo, all'inizio tenta di respingerlo, ma poi si offre nell'aiutarlo in segno di riconoscenza per avergli salvato la vita. Nelle due ore rimastegli, Federico affida a Massimo il compito di tutore dei suoi fratelli e fa in modo che si innamori di Flor. Prima di tornare per sempre in paradiso, Federico lascerà una videocassetta a Flor, spiegandogli tutto ciò che è accaduto, svelandogli che una parte del suo spirito rimarrà in Massimo, e che tramite lui sarà sempre al suo fianco.

### Seconda stagione
Non appare nella seconda stagione, ad eccezione nell'episodio in cui si scopre la videocassetta creata da lui in cui lo si vede nel corpo di Massimo. E nei flashback di Massimo nel tentativo di ricordare tutto. Inoltre il suo spirito appare anche in una foto fatta con tutti i ragazzi. Inoltre Federico viene spesso menzionato o ricordato durante la seconda stagione.

## Caratteristiche del personaggio
Federico è un personaggio rigido e depresso, caratteristiche giustificate dalla morte prematura dei suoi genitori e dalla responsabilità di dover badare ai suoi fratelli minori. Tende a fidarsi molto delle persone, motivo per il quale viene facilmente ingannato da Delfina e da sua madre Malala. All'inizio, freddo e scontroso nei confronti di Flor; che sarà in grado di svelare il suo lato più dolce e sincero e anche quello più geloso: infatti, quando vede la ragazza viene corteggiata da qualcuno, è sempre di cattivo umore e le dà addosso, facendola di conseguenza soffrire. Si definisce spesso un codardo ed un vigliacco, poiché non è in grado di rivelare alle persone la verità sui sentimenti che prova nei confronti di Flor.
Federico pratica la scherma, perché è una disciplina che richiede autocontrollo, oltre ad essere socialmente prestigiosa nel suo paese d'origine, la Germania. Ama la musica classica e volare con l'elicottero, ma ha rinunciato al volo a causa dell'incidente capitato ai suoi genitori.

### Federico e Massimo
Federico rivela nella videocassetta che una parte del suo spirito rimarrà all'interno di Massimo. Questo provoca al Conte una sorta di doppia personalità; da una parte il solito Don Giovanni, mentre dall'altra parte una personalità simile a quella di Federico: infatti, Massimo diviene un ottimo spadaccino (come lo era Federico) dimostra di saper guidare un elicottero, senza aver mai imparato e ricorda di essere stato nell'isola in cui Flor era stata con Federico. Come rivelato da Flor, ama Massimo perché è lui e non perché c'è lo spirito, il soffio divino di Federico. Flor non mostrerà mai la videocassetta a Massimo per paura che lui pensi che Flor lo ami solo perché c'è una parte di Federico in lui.

## Curiosità
- Nel 2020, Juan Gil Navarro, è stato ospite insieme a Florencia Bertotti del programma televisivo argentino Cortá por Lozano: lì ha ammesso di essersi pentito di aver lasciato la telenovela, e si è scusato con i fans di averli fatti soffrire per la morte di Federico.[27][28]